# Фултон, Грант
Уильям Грант Фултон (англ. William Grant Fulton, 21 июня 1973, Солсбери, Зимбабве) — южноафриканский хоккеист (хоккей на траве), полевой игрок. 

## Биография
Грант Фултон родился 21 июня 1973 года в зимбабвийском городе Солсбери (сейчас Хараре).
В 1996 году вошёл в состав сборной ЮАР по хоккею на траве на летних Олимпийских играх в Атланте, занявшей 10-е место. Играл в поле, провёл 7 матчей, забил 3 мяча (по одному в ворота сборных Малайзии, Южной Кореи и США).
В марте 1997 года в Куала-Лумпуре участвовал в отборочном турнире чемпионата мира, однако южноафриканцы не попали в финальную часть.

## Семья
Брат Гранта Фултона Крейг Фултон (род. 1974) также выступал за сборную ЮАР по хоккею на траве, участвовал в летних Олимпийских играх 1996 и 2004 годов.
Жена Крейга Фултона и невестка Гранта Фултона Натали Фултон (род. 1977) играла за женскую сборную ЮАР по хоккею на траве, участвовала в летних Олимпийских играх 2004 года.